# Istradefilin
Istradefilin (KW-6002) je selektivni antagonist A2A receptora. On je koristan u tretmanu Parkinsonove bolesti. Istradefilin redukuje diskineziju koja je posledica dugotrajnog tretmana klasičnim antiparkinsonskim lekovima kao što je levodopa. Istradefilin je analog kofeina.